# Nicolás Leguizamón
Nicolás Leguizamón (Santa Fe, 26 gennaio 1995) è un calciatore argentino, attaccante della Juventud.

## Caratteristiche tecniche
È un centravanti.

## Carriera
Cresciuto nelle giovanili del Colón (SF), ha esordito il 23 aprile 2016 in occasione del match perso 1-0 contro l'Unión (SF).

## Statistiche

### Presenze e reti nei club
Statistiche aggiornate al 13 marzo 2018.
| Stagione        | Squadra         | Campionato      | Campionato | Campionato | Coppe nazionali | Coppe nazionali | Coppe nazionali | Coppe continentali | Coppe continentali | Coppe continentali | Altre coppe | Altre coppe | Altre coppe | Totale | Totale | Totale |
| Stagione        | Squadra         | Comp            | Pres       | Reti       | Comp            | Pres            | Reti            | Comp               | Pres               | Reti               | Comp        | Pres        | Reti        | Pres   | Reti   |        |
| --------------- | --------------- | --------------- | ---------- | ---------- | --------------- | --------------- | --------------- | ------------------ | ------------------ | ------------------ | ----------- | ----------- | ----------- | ------ | ------ | ------ |
| 2016            | Colón (SF)      | PD              | 5          | 0          | CA              | 1               | 0               |                    | -                  | -                  |             | -           | -           | 6      | 0      |        |
| 2016-2017       | Colón (SF)      | PD              | 21         | 5          | CA              | 2               | 0               |                    | -                  | -                  |             | -           | -           | 22     | 5      |        |
| 2017-2018       | Colón (SF)      | PD              | 12         | 1          | CA              | 0               | 0               | CS                 | 1                  | 0                  |             | -           | -           | 13     | 1      |        |
| Totale carriera | Totale carriera | Totale carriera | 38         | 6          |                 | 3               | 0               |                    | 1                  | 0                  |             | -           | -           | 42     | 6      |        |

## Palmarès

### Club

#### Competizioni internazionali
- Coppa Sudamericana: 1

Defensa y Justicia: 2020
- Recopa Sudamericana: 1

Defensa y Justicia: 2021